# Podgórzyn
Podgórzyn (Giersdorf fino al 1945) è un comune rurale polacco del distretto di Jelenia Góra, nel voivodato della Bassa Slesia.
Ricopre una superficie di 82,47 km² e nel 2004 contava 7 824 abitanti.